# Bonaparte (Familienname)
Bonaparte ist ein französischer Familienname.

## Namensträger
- Bernardino Bonaparte Soares († 1975), osttimoresischer Unabhängigkeitsaktivist
- Caroline Bonaparte (1782–1839), Schwester von Napoléon Bonaparte, Königin von Neapel
- Charles Joseph Bonaparte (1851–1921),  US-amerikanischer Politiker
- Charles Lucien Jules Laurent Bonaparte (1803–1857), italienisch-französischer Ornithologe und Politiker
- Charles Marie Bonaparte (1746–1785), Vater von Kaiser Napoleon I., siehe Carlo Buonaparte
- Charlotte Napoléone Bonaparte (1802–1839), holländische Königin und französische Prinzessin
- Elisa Bonaparte (1777–1820), Schwester von Napoléon Bonaparte
- Jérôme Bonaparte (1784–1860), Bruder von Napoléon Bonaparte, König von Westfalen, Marschall von Frankreich
- Jérôme Bonaparte-Patterson (1805–1870), Sohn von Jérôme Bonaparte
- Jérôme Napoléon Bonaparte-Patterson II. (1830–1893), französischer Offizier
- Jérôme Napoléon Charles Bonaparte (1814–1847), Sohn von Jérôme Bonaparte
- José Fernando Bonaparte (1928–2020), argentinischer Paläontologe
- Joseph Bonaparte (José I.; 1768–1844), Bruder von Napoléon Bonaparte, König von Spanien
- Louis Bonaparte (1778–1846), Bruder von Napoléon Bonaparte, König von Holland
- Louis Lucien Bonaparte (1813–1891), französisch-italienischer Mäzen, Linguist, Baskologe, Romanist und Dialektologe
- Lucien Bonaparte (1775–1840), Bruder von Napoléon Bonaparte, französischer Autor
- Lucien Bonaparte-Wyse (1845–1909), französischer Ingenieur und Marinesoldat
- Lucien-Louis-Joseph-Napoleon Bonaparte (1828–1895), französischer Kardinal
- Mariano Bonaparte Soares, osttimoresischer Unabhängigkeitskämpfer
- Marie-Lætitia Bonaparte-Wyse (1831–1902), französische Schriftstellerin
- Maria Letizia Bonaparte (1866–1926), Gemahlin von Amadeo, Herzog von Aosta und König von Spanien
- Marie Bonaparte (1882–1962), französische Psychoanalytikerin, Prinzessin von Griechenland und Dänemark
- Mathilde Bonaparte (1820–1904), Tochter von Jérôme Bonaparte
- Napoleon Bonaparte (1769–1821), Kaiser der Franzosen
- Napoléon Charles Bonaparte (1802–1807), Sohn von Louis Bonaparte
- Napoléon Eugène Louis Bonaparte (1856–1879), Prinz von Frankreich
- Napoleon Franz Bonaparte (1811–1832), Nachkomme von Napoleon Bonaparte
- Napoléon Joseph Charles Paul Bonaparte (1822–1891), französischer General
- Napoléon Louis Bonaparte (1804–1831) (1804–1831), Großherzog von Kleve und Berg, König von Holland
- Pauline Bonaparte (1780–1825), Herzogin von Parma
- Pierre Napoleon Bonaparte (1815–1881), französischer Prinz und Politiker
- Roland Bonaparte (1858–1924), französischer Anthropologe und Schriftsteller
- Rosa Bonaparte († 1975), osttimoresische Frauenrechtlerin und Unabhängigkeitsaktivistin
- Rudolph Bonaparte, US-amerikanischer Bauingenieur
- William Bonaparte-Wyse (1826–1892), irischer Dichter okzitanischer Sprache
- Zénaïde Laetitia Julie Bonaparte (1801–1854), Prinzessin von Canino und Musignano